# Ридзево (Цехановський повіт)
Ридзево (пол. Rydzewo) — село в Польщі, у гміні Цеханув Цехановського повіту Мазовецького воєводства.
Населення — 311 осіб (2011).
У 1975-1998 роках село належало до Цехановського воєводства.

## Демографія
Демографічна структура станом на 31 березня 2011 року:
|          | Загалом | Допрацездатний вік | Працездатний вік | Постпрацездатний вік |
| -------- | ------- | ------------------ | ---------------- | -------------------- |
| Чоловіки | 147     | 35                 | 85               | 27                   |
| Жінки    | 164     | 40                 | 82               | 42                   |
| Разом    | 311     | 75                 | 167              | 69                   |